# 张怀武
张怀武（1959年9月—），男，陕西人，中国电子材料与元器件专家，电子科技大学微电子与固体电子学院教授、博士生导师，从事磁电信息材料与器件、磁性纳米材料芯片、射频和微波材料与器件等研究。教育部第三批长江学者特聘教授。承担“973”等多个重点学术科研项目。

## 社会兼职
担任美国 《电子学报》等期刊编委。

## 著作
出版《电子薄膜》、《抗电磁干扰材料与元器件》、《现代印制电路原理与工艺》、《自旋电子学》等多本学术著作。

## 学术贡献
发表数百篇论文、获得数十项发明专利、国家科学技术进步二等奖等多个奖项。

## 学术活动
曾留学韩国科学院和日本东北大学，在美、意、俄、乌克兰、韩、日等国进行科研合作及学术交流。